# Batalha de Mégara (1359)
A Batalha de Mégara ocorreu em 1359 entre uma aliança dos Estados cristãos do sul da Grécia (o Despotado da Moreia, o Principado da Acaia, os Cavaleiros Hospitalários e a República de Veneza) e um frota invasora turca. A batalha foi uma vitória dos aliados.

## Antecedentes
Contra o crescimento da ameaça dos raides turcos no mar Egeu, uma liga foi formada, provavelmente sob iniciativa de Manuel Cantacuzeno, o déspota da Moreia. Compreendeu os bizantinos da Moreia, o bailio do Principado da Acaia, Gualtério de Lor, a Senhoria da República de Veneza, e os Cavaleiros Hospitalários de Rodes.

## Batalha
Segundo a versão aragonesa da Crônica da Moreia, os aliados fizeram campanha na Megárida, onde sua marinha, composta de navios venezianos e hospitalários (a última sob o preceptor de Cós, Raimundo Berengário), atacou uma frota pirata turca. Os aliados destruíram 35 navios turcos, forçando os sobreviventes a se retirarem para seu aliado catalão, Rogério de Llúria, o governante do Ducado de Atenas. A Crônica da Moreia afirma que após a batalha, os contingentes da liga retornaram para casa, mas segundo a história de João VI Cantacuzeno, o pai de Manuel, os aliados lançaram uma invasão às possessões beócias de Llúria.

## Datação
Em 1362, Rogério de Llúria esteve enredado numa disputa com o veneziano bailio de Negroponte, Pedro Gradenigo, que logo liderou a guerra. Como resultado, no começo de 1363 ele permitiu aos mercenários turcos entrar em sua capital, Tebas. Lá eles permaneceram até a paz com Veneza ser concluída em julho de 1365. Portanto, a batalha foi frequentemente datada no verão de 1364, mas várias propostas foram feitas por estudiosos modernos variando de 1357 a 1364. A datação da batalha permanece incerta, mas com base no mandato de Gualtério de Lor, uma data ca. 1359 é mais provável. Com a cronologia revisada, pode ser que os turcos com quem Llúria aliou-se foram os sobreviventes de Mégara.